# Ferdinand van den Eynde

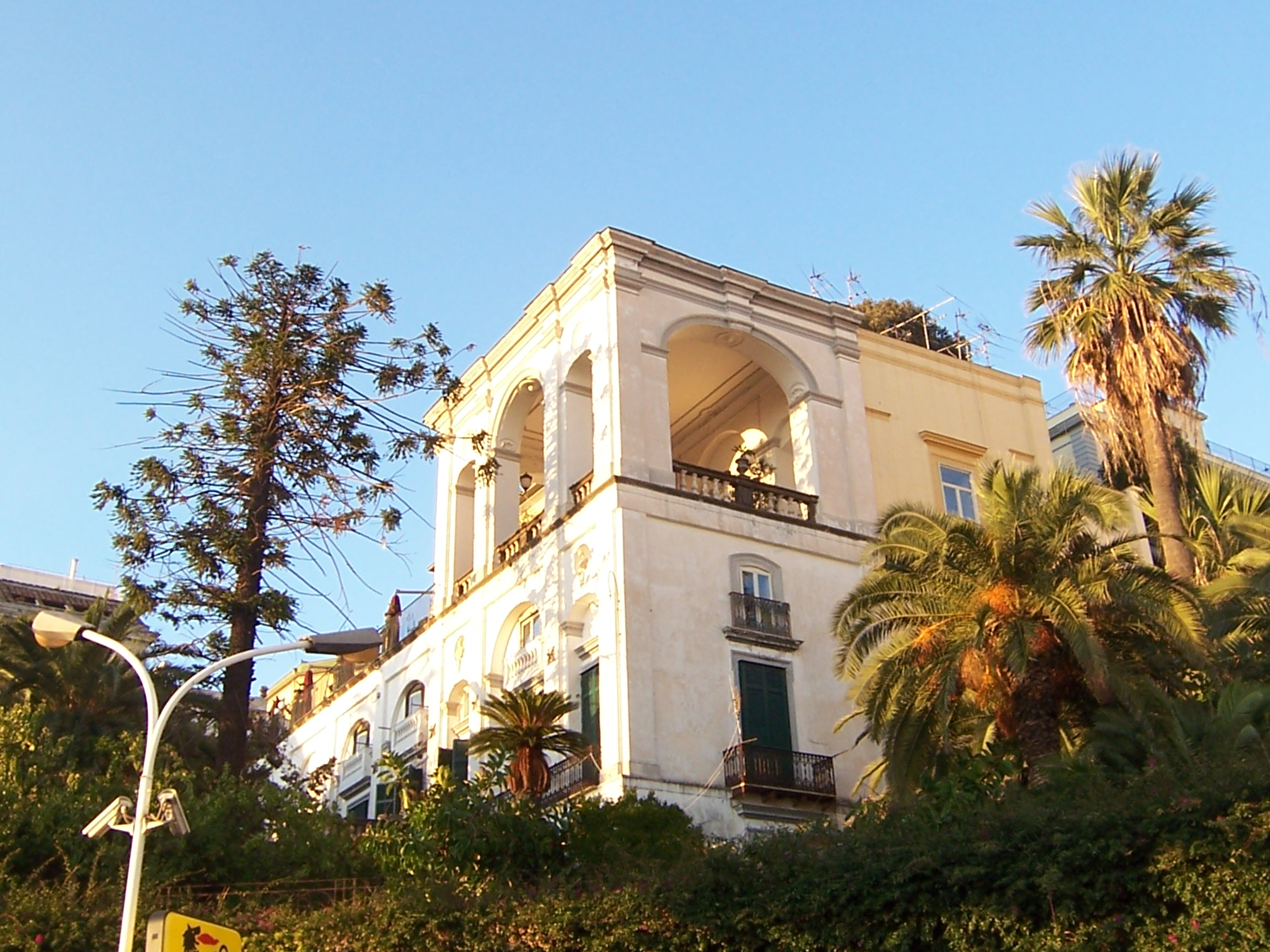
Palazzo Vandeneynden of Villa Belvedere in Napels

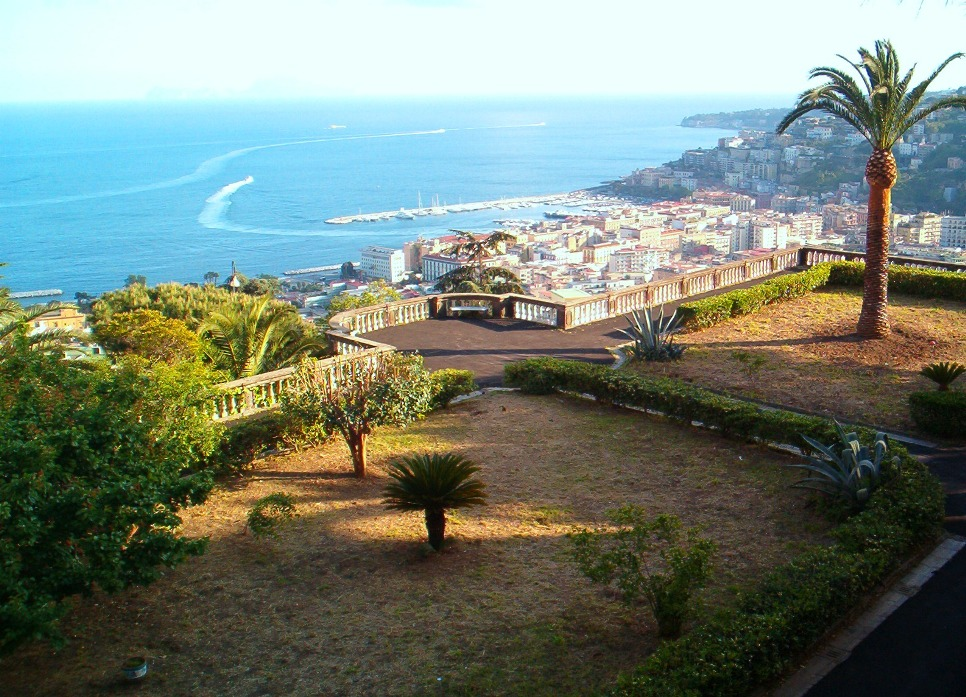
Zicht vanop een van de terrassen

Ferdinand van den Eynde of Ferdinando Vandeneynden (Napels, 17e eeuw – aldaar, 1674) was bankier, zakenman en markies in het koninkrijk Napels, dat deel was van het Spaanse Rijk.

## Levensloop
Zijn vader Jan was afkomstig uit de Spaanse Nederlanden en zijn moeder was Elisabetta Salvatori, een Napolitaanse. Door een bloeiende handelszaak werd het echtpaar in Napels welgesteld en was het bekend in adellijke kringen. Zijn vader kocht voor hem de adellijke titel van markies van Castelnuovo. Van zijn ouders erfde hij het fortuin, de grote kunstcollectie en het Palazzo Zevallos in het centrum van Napels. Hij huwde met Olimpia Piccolomini, een edeldame. De handelszaak en bankactiviteiten van zijn vader zette hij verder.
Van den Eynde breidde de kunstcollectie nog belangrijk uit. Tevens wenste hij een paleis te bouwen ‘fuori porta’ of buiten de stadsmuren. Hij kocht een domein op de heuvel Vomero, met een zicht op de Baai van Napels en Capri. Kartuizermonnik Bonaventura Presti, een wiskundige, kreeg de opdracht de plannen te tekenen voor de villa. De villa werd genoemd het Palazzo Vandeneynden. De bouwwerken duurden van 1671 tot 1673.
De villa van Van den Eynde was een trefpunt voor zakelijke en adellijke ontmoetingen. Van den Eynde stierf kort nadat de villa afgewerkt was aan tuberculose (1674).
Enkele jaren na het overlijden huwde zijn enige dochter Elisabetta met Carlo Carafa, de vierde prins van Belvedere (1688). Het Palazzo Vandeneynden werd sindsdien Villa (Carafa di) Belvedere genoemd.